# Венедикт (Хромей)
Венедикт (справжнє ім'я Віталій Хромей, нар. 1983) — проросійський священнослужитель з України, архімандрит, священик УПЦ московського патріархату, керівник Єпархіального паломницького відділу РПЦвУ в Хусті Закарпатської області.
Прихильник сепаратистського руху Закарпаття т. зв. «Закарпатських русинів», прихильник проросійського пропагандиста Шарія і забороненої партії ОПЗЖ.

## Життєпис
Народився в Тячеві Закарпатської області, 2002 року закінчив школу в Нересниці, вивчав богослів'я в Київській духовній академії й семінарії.
2020 року Хромей був одним з організаторів заворушень у селі Ділове на Закарпатті, метою яких було перешкоджання переходу місцевої громади РПЦвУ до ПЦУ. Відомий тим, що проводить ритуали в атрибутиці з російськими державними символами.
У січні 2023 року керівництво Хустської єпархії РПЦвУ оголосило про плани призначити Венедикта керівником єпархії, це викликало обурення серед місцевих вірян.
За даними українських ЗМІ, є кумом Оксани Марченко, дружини проросійського політика Віктора Медведчука. 2023 році Рахівський суд Закарпатської області визнав Хромея винним у пропаганді комуністичного режиму і виніс вирок у вигляді річного іспитового терміну. Таке м'яке покарання пов'язано з тим, що суд врахував визнання обвинуваченим власної провини.